# 養鱒公園站

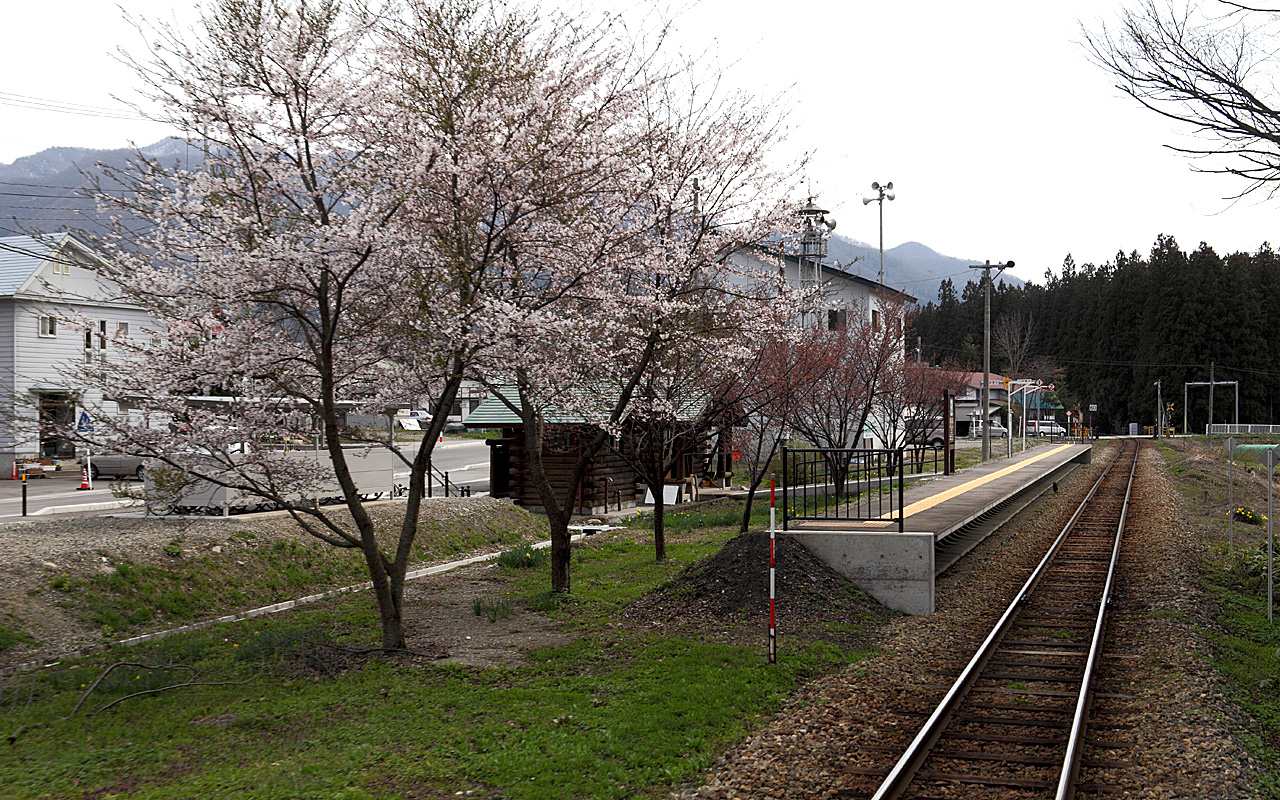
車站全景

養鱒公園站（日语：／ Yōson-kōen eki */?）是位於福島縣南會津郡下鄉町大字落合字下之原810番19號，會津鐵道的會津線車站。
在2006年（平成18年）3月18日時間表修正前，車站的字是這樣寫法（右上部分是這樣寫法，不是這樣寫法）。

## 歷史
- 1947年（昭和22年）9月20日 - 國有鐵道開設會津落合站（日语：／）[1]。
- 1967年（昭和42年）11月1日 - 結束行李起卸業務。成為無人車站。
- 1987年（昭和62年）
  - 4月1日 - 伴隨國鐵分割民營化，車站由東日本旅客鐵道（JR東日本）營運。
  - 7月16日 - 會津線旅客業務由會津鐵道接管，成為會津鐵道線車站。同時改名為養鱒公園站。

## 車站構造
此站是地面車站，設有1面1線的單式月台。此站是無人車站。
車站大樓是一座木屋風建築物。在站名牌上標記了「俯瞰那須之白煙」。

## 使用狀況
在2015年度的1日平起乘車人次為11人。
| 乘車人員變化 | 乘車人員變化 |
| 年度         | 1日平均人次  |
| ------------ | ------------ |
| 2000         | 63           |
| 2001         | 60           |
| 2002         | 55           |
| 2003         | 52           |
| 2004         | 49           |
| 2005         | 36           |
| 2006         | 25           |
| 2007         | 27           |
| 2008         | 25           |
| 2009         | 22           |
| 2010         | 22           |
| 2011         | 16           |
| 2012         | 14           |
| 2013         | 11           |
| 2014         | 11           |
| 2015         | 11           |

## 車站周邊
- 養鱒公園
步行約40分鐘。鱒魚養殖場。在該處可釣鱒魚和品嘗燒鱒魚。
- 下鄉町立旭田小學 落合分校
- 國道121號（日语：国道121号）
- 福島縣道347號高隯田島線（日语：福島県道347号高陦田島線）
- 福島縣道348號落合豐成線（日语：福島県道348号落合豊成線）

## 巴士路線
| 乘車處 | 系統                 | 主要途經                         | 目的地                                    | 巴士公司       | 備註                 |
| ------ | -------------------- | -------------------------------- | ----------------------------------------- | -------------- | -------------------- |
|        |                      | 十文字上、音金上坪、養鱒公園站前 |                                           | 會津乘合自動車 | 星期六及假日暫停服務 |
|        | 旭田小學前、下鄉中學 | 會津下鄉站                       | 星期六及假日暫停服務 部分班次通過下鄉中學 | 會津乘合自動車 |                      |

## 相鄰車站
會津鐵道
■會津線
□快速「接力號」
通過
□快速「AIZU山特快」、■普通（包含「接力號」）
故鄉公園－養鱒公園－會津長野

## 注腳
1. 1 2  「運輸省告示第245号」『官報』1947年9月16日（國立國會圖書館數碼化收藏）
2. ↑  第131回福島県統計年鑑 （页面存档备份，存于）（日語）

## 外部連結
- 養鱒公園站 （页面存档备份，存于）（日語）